# Fülig beléd zúgtam
A Fülig beléd zúgtam (eredeti cím: Heartstopper) 2022-től vetített brit romantikus drámasorozat, amelyet Alice Oseman alkotott a saját, ugyanazon címet viselő képregénysorozata és "Nick és Charlie" című novellája alapján. A főbb szerepekben Kit Connor (Nicholas "Nick" Nelsonként), Joe Locke (Charlie Springként), William Gao (Tao Xuként), Yasmin Finney (Elle Argent szerepében) és Corinna Brown (Tara Jones szerepében) látható.
A sorozat jogait 2019-ben vásárolta meg a See-Saw Films, a Netflix pedig 2021-ben szerezte meg a terjesztési jogokat. Euros Lyn lett a sorozat rendezője. Az első évad forgatása 2021. áprilisától júniusáig tartott; az előzetesek nagy része is akkor jelent meg. Különféle, már létező dalokat használtak a sorozat hangsávjaként, az Adiescar Chase által készített eredeti kotta mellett. A filmstílust és a színbesorolást előre megtervezték, hogy a sorozat hangulatos eleganciát adjon, amelyet a forrásanyagból adaptált hagyományos (rajzolt) animáció használata erősít fel. A harmadik évadot Andy Newbery rendezte.
Az 1. évadot 2022. április 22-én mutatták be a Netflixen. A 2. évad 2023. augusztus 3-án jelent meg, a harmadikat pedig 2024. október 3-án tették közzé. A sorozat kritikai elismerést kapott, különösen a hangneme és a történetének ütemezése, valamint az LMBTQ emberek ábrázolása miatt. Az 1. évad kilenc jelölést és öt győzelmet kapott a Children's and Family Emmy Awards díjátadó ünnepségen. A sorozat azonnali népszerűségre tett szert és mindössze két nap alatt bekerült a Netflix legjobb tíz angol sorozata közé. Ez növelte a képregények, valamint a sorozat dalainak népszerűségét is. A sorozatot egy negyedik, végső évad követte volna, ami viszont lecserélődött egy záró filmre. A film vezető producereihez Locke és Connor is csatlakoztak. A sorozat végét valószínűleg 2026-ban fogják bemutatni.

## Cselekmény
A sorozat egy meleg iskolás fiú, Charlie Spring történetét meséli el, aki beleszeret Nick Nelsonba. Emellett bemutatja barátai, Tao, Elle, Tara és Darcy életét is.

## Szereplők
| Szereplő                     | Színész            | Magyar hang        |
| ---------------------------- | ------------------ | ------------------ |
| Nick Nelson                  | Kit Connor         | Nagy Gereben       |
| Charlie Spring               | Joe Locke          | Berecz Kristóf Uwe |
| Tao Xu                       | William Gao        | Bogdán Gergő       |
| Elle Argent                  | Yasmin Finney      | Pekár Adrienn      |
| Tara Jones                   | Corinna Brown      | Gulás Fanni        |
| Darcy Olsson                 | Kizzy Edgell       | Laudon Andrea      |
| Isaac Henderson              | Tobie Donovan      | Kálmán Barnabás    |
| Tori Spring (Charlie nővére) | Jenny Walser       |                    |
| Benjamin “Ben” Hope          | Sebastian Croft    | Tóth Márk          |
| Harry Greene                 | Cormac Hyde-Corrin | Szabó Andor        |
| Imogen Heaney                | Rhea Norwood       | Ruszkai Szonja     |
| Nathan Ajayi                 | Fisayo Akinade     | Fekete Zoltán      |
| Sarah Nelson (Nick anyja)    | Olivia Colman      | Bertalan Ágnes     |
| David Nelson (Nick bátyja)   | Jack Barton        | Hám Bertalan       |
| Sahar Zahid                  | Leila Khan         | Mayer Szonja       |
| Youssef Farouk               | Nima Taleghani     | Zöld Csaba         |
| James McEwan                 | Bradley Riches     | Ács Balázs         |

### Magyar változat
A szinkront a Netflix megbízásából a Direct Dubs Studios készítette.
- Magyar szöveg: Kecskés Enikő
- Hangmérnök: Halas Péter
- Vágó: Philipár Éva (1. évad), Wünsch Attila (2. évad)
- Operatív vezető: Vígvári Ágnes
- Szinkron rendező: Szalay Csongor
- Produkciós vezető: Fekete Márk

## Évados áttekintés
| Évad | Évad | Epizódok | Eredeti sugárzás   | Eredeti adó        | Magyar sugárzás   | Magyar adó |
| ---- | ---- | -------- | ------------------ | ------------------ | ----------------- | ---------- |
|      | 1.   | 8        | 2022. április 22.  |                    | 2022. április 22. |            |
|      | 2.   | 8        | 2023. augusztus 3. | 2023. augusztus 3. |                   |            |
|      | 3.   | 8        | 2024. október 3.   | 2024. október 3.   |                   |            |
|      | Film | Film     | —                  | —                  |                   |            |

### 1. évad
| Sor. | #  | Eredeti cím | Magyar cím | Írta         | Rendezte  | Eredeti premier         | Magyar premier          |
| ---- | -- | ----------- | ---------- | ------------ | --------- | ----------------------- | ----------------------- |
| 1    | 1. | Meet        | Találkozás | Alice Oseman | Euros Lyn | 2022. április 22., 0:00 | 2022. április 22., 9:00 |
| 2    | 2. | Crush       | Szerelem   | Alice Oseman | Euros Lyn | 2022. április 22., 0:00 | 2022. április 22., 9:00 |
| 3    | 3. | Kiss        | Csók       | Alice Oseman | Euros Lyn | 2022. április 22., 0:00 | 2022. április 22., 9:00 |
| 4    | 4. | Secret      | Titok      | Alice Oseman | Euros Lyn | 2022. április 22., 0:00 | 2022. április 22., 9:00 |
| 5    | 5. | Friend      | Egy barát  | Alice Oseman | Euros Lyn | 2022. április 22., 0:00 | 2022. április 22., 9:00 |
| 6    | 6. | Girls       | Lányok     | Alice Oseman | Euros Lyn | 2022. április 22., 0:00 | 2022. április 22., 9:00 |
| 7    | 7. | Bully       | Zaklató    | Alice Oseman | Euros Lyn | 2022. április 22., 0:00 | 2022. április 22., 9:00 |
| 8    | 8. | Boyfriend   | Barát      | Alice Oseman | Euros Lyn | 2022. április 22., 0:00 | 2022. április 22., 9:00 |

### 2. évad
| Sor. | #  | Eredeti cím | Magyar cím         | Írta         | Rendezte  | Eredeti premier          | Magyar premier           |
| ---- | -- | ----------- | ------------------ | ------------ | --------- | ------------------------ | ------------------------ |
| 9    | 1. | Out         | Vallomás           | Alice Oseman | Euros Lyn | 2023. augusztus 3., 0:00 | 2023. augusztus 3., 9:00 |
| 10   | 2. | Family      | Család             | Alice Oseman | Euros Lyn | 2023. augusztus 3., 0:00 | 2023. augusztus 3., 9:00 |
| 11   | 3. | Promise     | Ígéret             | Alice Oseman | Euros Lyn | 2023. augusztus 3., 0:00 | 2023. augusztus 3., 9:00 |
| 12   | 4. | Challenge   | Fogadás            | Alice Oseman | Euros Lyn | 2023. augusztus 3., 0:00 | 2023. augusztus 3., 9:00 |
| 13   | 5. | Heat        | Forróság           | Alice Oseman | Euros Lyn | 2023. augusztus 3., 0:00 | 2023. augusztus 3., 9:00 |
| 14   | 6. | Truth/Dare  | Felelsz vagy mersz | Alice Oseman | Euros Lyn | 2023. augusztus 3., 0:00 | 2023. augusztus 3., 9:00 |
| 15   | 7. | Sorry       | Sajnálom           | Alice Oseman | Euros Lyn | 2023. augusztus 3., 0:00 | 2023. augusztus 3., 9:00 |
| 16   | 8. | Perfect     | Tökéletes          | Alice Oseman | Euros Lyn | 2023. augusztus 3., 0:00 | 2023. augusztus 3., 9:00 |

### 3. évad
| Sor. | #  | Eredeti cím | Magyar cím  | Írta         | Rendezte     | Eredeti premier  | Magyar premier   |
| ---- | -- | ----------- | ----------- | ------------ | ------------ | ---------------- | ---------------- |
| 17.  | 1. | Love        | Szerelem    | Alice Oseman | Andy Newbery | 2024. október 3. | 2024. október 3. |
| 18.  | 2. | Home        | Otthon      | Alice Oseman | Andy Newbery | 2024. október 3. | 2024. október 3. |
| 19.  | 3. | Talk        | Beszélgetés | Alice Oseman | Andy Newbery | 2024. október 3. | 2024. október 3. |
| 20.  | 4  | Journey     | Az utazás   | Alice Oseman | Andy Newbery | 2024. október 3. | 2024. október 3. |
| 21.  | 5. | Winter      | Tél         | Alice Oseman | Andy Newbery | 2024. október 3. | 2024. október 3. |
| 22.  | 6. | Body        | Testkép     | Alice Oseman | Andy Newbery | 2024. október 3. | 2024. október 3. |
| 23.  | 7. | Together    | Együtt      | Alice Oseman | Andy Newbery | 2024. október 3. | 2024. október 3. |
| 24.  | 8. | Apart       | Külön       | Alice Oseman | Andy Newbery | 2024. október 3. | 2024. október 3. |